# Executive Committee Range
Executive Committee Range är en bergskedja i Antarktis. Den ligger i Västantarktis. Inget land gör anspråk på området.
Executive Committee Range sträcker sig 40 kilometer i sydvästlig-nordostlig riktning. Den högsta toppen är Hampton, 3 325 meter över havet.
Topografiskt ingår följande toppar i Executive Committee Range:
- Annexstad Peak
- Mount Cumming
- Mount Hampton
- Le Vaux Peak
- Marks Peak
- Whitney Peak
- Woolam Peak